# Decret llei
Un decret llei és una norma jurídica amb rang de Llei de l'ordenament legal espanyol que fou instituït en l'article 86 de la Constitució Espanyola de 1978, i permeten al Govern espanyol tenir resoltes en una setmana o dies, normes amb rang de llei que trigarien en tres o quatre mesos pel procediment d'aprovació parlamentària habitual, pel que responen a casos d'urgència o extrema necessitat. És un dels pocs casos previstos en la Constitució en què el poder executiu (el Govern) pot exercir el poder legislatiu (elaborar lleis), juntament amb la legislació per delegació i l'elaboració de textos refosos; i com a tal és objecte d'un control per part del poder legislatiu per tal de vetllar per l'efectiva separació de poders pròpia d'un Estat democràtic. Cal esmentar que aquelles comunitats autònomes que ho haguessin previst en els seus Estatuts d'Autonomia poden disposar de la facultat de dictar decrets llei que afectin la seva autonomia. Catalunya ho preveu des de l'entrada en vigor de l'Estatut d'Autonomia de Catalunya de 2006 i també ho han fet el País Valencià i Andalusia. D'altra banda, els decrets llei es diferencien dels decrets llei estatals en el fet que aquests sempre porten adjunt l'adjectiu de reial.

## Característiques
- provisionalitat: En el termini màxim de 30 dies han de ser sotmesos a debat i votació de totalitat al Congrés dels Diputats, convocat a l'efecte si no estigués reunit.
- urgència i necessitat: Constitueix un concepte ampli i ambigu, que ha de ser apreciat pel Govern.
- eficàcia immediata: L'entrada en vigor del decret llei és el dia de la seva publicació en el diari corresponent, BOE, DOGC, etc., i de forma provisional la norma es desplega a tots els seus efectes i produeix totes les seves conseqüències.

## Tramitació Parlamentària
- normal: Aquesta via comporta l'aprovació d'aquest mitjançant votació de la totalitat pel Congrés dels Diputats, sense la intervenció del Senat Espanyol.
- especial: La Constitució preveu en l'article 86.3 que durant el termini establert de 30 dies, les Corts Generals podran tramitar-lo com a projectes de llei pel procediment d'urgència. Això comporta la tramitació de la llei en ambdues cambres en el termini de 30 dies màxim i la conversió del decret llei en llei.

## Matèries no susceptibles de regulació
- L'ordenament de les institucions bàsiques de l'Estat
- Drets i deures fonamentals de la Constitució Espanyola
- El règim de les Comunitats Autònomes
- El dret electoral general
- Les matèries reservades a lleis orgàniques

## Exemples
- Govern Espanyol: Reial decret llei 5/2009, de 24 d'abril, de medidas extraordinarias y urgentes para facilitar a las Entidades Locales el saneamiento de deudas pendientes de pago con empresas y autónomos.[2]
- Generalitat de Catalunya: Decret llei 1/2009, del 22 de desembre, d'ordenació dels equipaments comercials.[3]
- Generalitat Valenciana: Decret llei 1/2010, de 7 de gener, del Consell, de mesures de protecció i revitalització del conjunt històric de la ciutat de València.[4]